# Mitragyna parvifolia
Mitragyna parvifolia är en måreväxtart som först beskrevs av William Roxburgh, och fick sitt nu gällande namn av Pieter Willem Korthals. Mitragyna parvifolia ingår i släktet Mitragyna och familjen måreväxter.

## Underarter
Arten delas in i följande underarter:
- M. p. microphylla
- M. p. parvifolia